# مايكل فون بيل
مايكل فون بيل (بالألمانية: Michael von Biel)‏ (و. 1937  م) هو رسام، وملحن، وعازف كمان جهير ألماني، ولد في هامبورغ، شارك في دوكومنتا 6 ‏، يستخدم آلات كمان جهير.